# 北奧莫地區
北奧莫地區（Semien Omo Zone）是埃塞俄比亞南方各族州的其中一個地區，面積23,911.03平方公里，南面是南奧莫地區，西北面和東北面接壤奧羅米亞州，東面是比拉特河。根據埃塞俄比亞中央統計局2005年人口普查的資料，北奧莫人口約3,741,304，其中男性1,853,003人，女性1,888,301人，8.5%居民住在市區，人口密度為每平方公里156.47人。
2000年，北奧莫地區被道羅地區（Dawro Zone）、加莫戈法地區（Gamo Gofa Zone）和沃拉伊塔地區（Wolayita Zone）所取代。

## 外部連結
- SNNPR Livelihood Woreda Reports - Central area

6°30′N 37°18′E / 6.5°N 37.3°E